# Desmodium appressipilum
Desmodium appressipilum är en ärtväxtart som beskrevs av Bernice Giduz Schubert. Desmodium appressipilum ingår i släktet Desmodium och familjen ärtväxter. Inga underarter finns listade i Catalogue of Life.